# Marco van Ginkel
Wulfert Cornelius "Marco" van Ginkel (hollandsk udtale: [ˈmarkoː vɑŋ ˈɣɪŋkəl] født 1. december 1992) er en hollandsk professionel fodboldspiller, der spiller som midtbanespiller for Vitesse. Han har tidligere spillet for det hollandske landshold. Van Ginkel begyndte sin karriere i Vitesse, som han kom til som syv-årig i 1999. Efter at hans vej gennem de forskellige ungdoms niveauer i klubben, debuterede Van Ginkel i 2010 for Vitesse, før han blev solgt for cirka £8 mio. til Chelsea i 2013.

## Landshold
På det internationale plan, repræsenterede Van Ginkel Hollands U/19 og Hollands U/21, og derefter for A-truppen hvor han fik sin debut mod Tyskland i en venskabskamp, i november 2012.
I maj 2013 blev Van Ginkel udtaget til hollands U/21 trup til UEFA'S U21-mesterskab i Israel.